# MV Agusta Rivale
La MV Agusta Rivale è una motocicletta prodotta dalla casa motociclistica italiana MV Agusta dal 2013.

## Profilo e tecnica
Dotata del motore della F3 800, la Rivale è una piccola motard dalla potenza di 125 CV erogati a 12.000 giri/min con una coppia massima di 84 Nm a 8.600 giri/min su un peso complessivo da 175 kg.
Le pinze dei freni sono radiali prodotti dalla Brembo da 320 all'anteriore e 220 mm al posteriore. Il propulsore MV possiede tre cilindri con distribuzione a 12 valvole con doppio albero a camme in testa; la cilindrata totale è di 798  cm³ con un rapporto di compressione pari a 13,3:1, con alesaggio per corsa di 79 mm x 54,3 mm. Il raffreddamento è sia a liquido che a olio con radiatori separati. 
Il design si discosta parzialmente dalle altre MV, richiamando le più grandi Brutale e Dragster; comunque essa presenta i caratteristici scarichi a 3 uscite posti sul lato desto destro, una forma della sella e del serbatoio molto raccolta, parte del traliccio del telaio a vista in colore rosso e un cupolino frontale molto raccolto con un faro unico dalla forma romboidale che occupa tutto il frontale.